# Paul Thériault
Paul Thériault, né à Causapscal, Québec le 10 mai 1915 et mort à Montréal le 26 décembre 1993, est un artiste québécois de burlesque et de cabarets ayant travaillé essentiellement sur les scènes des théâtres burlesques à partir des années 1940.      

## Biographie
Paul Thériault fut, des années 1940 jusqu'à la venue du Théâtre des Variétés de Montréal, de toutes les troupes de burlesques à Montréal. 
Il a donc participé à de nombreuses revues burlesques présentées par Rose Ouellette et Juliette Petrie mais il a surtout été des nombreuses tournées de Jean Grimaldi. Il y rencontra à la fin des années 1940 Claude Blanchard et il fut son premier "faire-valoir" (straight man) dans plusieurs cabarets montréalais. 
Dans les dernières années de sa vie active, Paul Thériault fut un invité régulier du Théâtre des Variétés de Gilles Latulippe.

## Sources
- Gilles Latulippe, Gilles Latulippe. Avec un sourire, Les éditions de l'Homme, 1997
- France Dorval,  Claude Blanchard. Une vie d'artiste, Éditions Trait d'union, 2003.
- Jacques Cimon et Philippe Laframboise, Jean Grimaldi présente, Ferron Éditeur (Montréal), 1973